# Rostberget
Rostberget este o arie protejată (arie specială de conservare — SAC, sit de importanță comunitară — SCI) din Suedia întinsă pe o suprafață de 50,7 ha, integral pe uscat.

## Localizare
Centrul sitului Rostberget este situat la coordonatele 60°27′12″N 14°23′48″E / 60.4534°N 14.3966°E.

## Înființare
Situl Rostberget a fost declarat sit de importanță comunitară în mai 2001 pentru a proteja un număr necunoscut de specii din flora spontană și fauna sălbatică aflate în arealul zonei. Situl a fost protejat și ca arie specială de conservare în martie 2011.

## Biodiversitate
Situată în ecoregiunea boreală, aria protejată conține 1 habitat natural: Taiga vestică.
La baza desemnării sitului se află un număr nedeclarat de specii protejate.